# 비인군
비인군(庇仁郡)은 지금의 충청남도 서천군 서부에 있었던 행정 구역이다.

## 역사
링크
본래 백제의 비상현(比象縣)이었는데, 757년(경덕왕 16) 비인으로 고쳐 서림군(西林郡: 지금의 서천군)의 영현으로 삼았으며, 1018년(현종 9) 가림현(嘉林縣: 지금의 林川)에 속하였다가 뒤에 감무를 두었다. 1413년(태종 13) 현감을 두었고, 1895년(고종 32) 승격하여 군이 되었다가 1914년 행정구역개편 때 서천군에 합하여 비인면이 되었다.
이곳은 조선시대에 해상교통과 군사상으로 중요한 곳이었다. 전라도ㆍ경상도 지방의 세곡선(稅穀船)이 지나는 교통의 요지였고, 1655년(효종 6) 남포(藍浦)의 광암(廣巖)에 있던 마량진(馬梁鎭)을 이곳의 도돈관(都頓串)으로 옮겨 수군첨절제사를 두었다. 이곳에는 상비군인 유방군(留防軍)이 있었다.
영조 때는 이곳에 제민창(濟民倉)을 설치하여 3만 석의 쌀을 비치하였다. 1419년(세종 1) 5월 50여척의 왜선이 비인현 도두음곶(都豆音串)을 침공하여 비인성을 포위하였는데, 조정에서 대규모의 병력을 출동하여 왜구를 격퇴시켰다.

## 1914년 이후
| 통폐합 전             | 통폐합 후 (서천군) | 통폐합 후 (서천군)                                                                             |
| 구 행정구역           | 신 행정구역        | 신 행정구역                                                                                    |
| --------------------- | ------------------ | ---------------------------------------------------------------------------------------------- |
| 비인군 군내면(郡內面) | 비인면             | 선도리, 성내리, 성북리, 칠지리                                                                 |
| 비인군 북면(北面)     | 비인면             | 구복리, 남당리, 성산리, 율리                                                                   |
| 비인군 일방면(一方面) | 비인면             | 관리, 다사리, 장포리                                                                           |
| 비인군 일방면(一方面) | 종천면             | 당정리, 랑평리, 신검리, 장구리, 종천리                                                         |
| 비인군 이방면(二方面) | 종천면             | 도만리, 산천리, 석촌리, 지석리, 화산리, 흥림리                                                 |
| 비인군 동면(東面)     | 동면               | 마대리, 만덕리, 문곡리, 복대리, 상좌리, 수성리, 심동리, 우라리, 저산리, 판교리, 현암리, 후동리 |
| 비인군 서면(西面)     | 서면               | 개야리, 부사리, 원두리, 월호리, 주항리, 월리, 신합리, 마량리, 도둔리                           |